# PGC 64439
LEDA/PGC 64439 ist eine Galaxie im Sternbild Pfau am Südsternhimmel, die schätzungsweise 164 Millionen Lichtjahre von der Milchstraße entfernt ist. Sie gilt als Mitglied der zehn Galaxien zählenden NGC 6876-Gruppe (LGG 432). Im selben Himmelsareal befinden sich u. a. die Galaxien NGC 6876, NGC 6880, IC 4972, IC 4981.